# Готель «У Загиблого Альпініста»
«Готель „У Загиблого Альпініста“» (повна назва: «Справа про вбивство, або готель „У Загиблого Альпініста“ (ще одна відхідна детективному жанру)») — повість братів Стругацьких у жанрі фантастичного детективу, написана в 1969 році .
В англомовних країнах повість видавалася під назвою «Головоломка інспектора Глебскі» (англ. Inspector Glebsky's Puzzle

## Історія створення
Повість була написана в період кризи авторів. Кінець 1960-х років ознаменувався конфронтацією Стругацьких з владою і творчою кризою. Їх мало друкували і потрібно було написати твір, який можна було б без особливих проблем опублікувати з метою заробітку. Детектив давно привертав Стругацьких, хоча вони не заперечували й певних хиб, закладених в самій природі його як жанру.
Зразком для наслідування і відправною точкою став детективний роман Фрідріха Дюрренматта «Обіцянка». Повість з робочою назвою «У наш цікавий час» була розпочата в січні 1969 року і закінчена 19 квітня того ж року. Початкова ідея була в тому, щоб розширити рамки традиційного детективу, створивши детективно-фантастичний твір:
|                                              | Ми задумували наш детектив як якийсь літературний експеримент. Читач, за нашим задумом, повинен був спочатку сприймати те, що відбувається в повісті, як звичайне «вбивство в закритій кімнаті», і лише в кінці, коли в традиційному детективі зазвичай відбувається загальне роз'яснення, що супроводжується природним провалом інтересу, у нас сюжет повинен був здійснити раптовий кульбіт: припиняється одна історія і починається зовсім інша.Оригінальний текст (рос.) Мы задумывали наш детектив как некий литературный эксперимент. Читатель, по нашему замыслу, должен был сначала воспринимать происходящее в повести как обыкновенное «убийство в закрытой комнате», и лишь в конце, когда в традиционном детективе обычно происходит всеобщее разъяснение, сопровождающееся естественным провалом интереса, у нас сюжет должен был совершить внезапный кульбит: прекращается одна история и начинается совершенно другая. |
| — Борис Стругацький, Коментарі до пройденого | |

Однак, на думку авторів, очікуваного результату так і не було досягнуто.
|                                              | Задум був хороший, але експеримент не вдався. Ми це відчули відразу ж, щойно поставили останню крапку, але вже нічого не могли вдіяти. Не переписувати ж все заново. І, головне, справа була не в тому, що автори погано постаралися або схалтурили. Не можна порушувати вікові канони таким чином, як це дозволили собі АБС. Експеримент не вдався, тому що не міг вдатися. Ніколи. Ні за яких намагань-хитрощів. І нам залишалося тільки втішатися думкою, що читання все одно, як нам здавалося, вийшло захопливе. Оригінальний текст (рос.) Замысел был хорош, но эксперимент не удался. Мы это почувствовали сразу же, едва поставив последнюю точку, но уже ничего не могли поделать. Не переписывать же всё заново. И, главное, дело было не в том, что авторы плохо постарались или схалтурили. Нельзя нарушать вековые каноны таким образом, как это позволили себе АБС. Эксперимент не удался, потому что не мог удаться. Никогда. Ни при каких стараниях-ухищрениях. И нам оставалось только утешаться мыслью, что чтение всё равно, как нам казалось, получилось увлекательное. |
| — Борис Стругацький, Коментарі до пройденого | |

В цілому Борис Стругацький визначив повість як «провалений експеримент професійних фантастів, які спробували написати детектив нового типу». Втім, як відзначали, зокрема, й самі автори, незважаючи на провал з точки зору творців, повість виявилася цікавою, захопливою і здобула безліч похвал.
Увагу цензорів не оминув і цей, відносно невинний, твір Стругацьких. Назву було змінено на «Готель „У Загиблого Альпініста“», а гангстери замінені неонацистами . Повість була вперше опублікована в журналі «Юність», № 9-11, 1970 р. Автор ілюстрацій художник Геннадій Новожилов.

## Сюжет
Дія відбувається в горах деякої європейської країни. Поліційний інспектор Петер Глебскі, від імені якого й ведеться оповідь, приїжджає на відпочинок в невеликий готель «У Загиблого Альпініста», де всіма справами заправляє господар Алек Сневар і його помічниця Кайса. На третій день після прибуття Глебськи весь готель прокидається від звуку лавини, яка вночі перекрила Пляшкову шийку — єдиний виїзд з ущелини, де розташований готель. Телефон також не працює і таким чином зв'язок готелю з зовнішнім світом обривається.
Відразу після цього в двері готелю стукає дивна людина (що пізніше назвалася Луарвіком Л. Луарвіком). Перші його слова: «Олаф! Олаф Анд-ва-ра-форс. Покличте!». Алек Сневар і Глебськи обходять готель і виявляється, що тільки один з гостей, Олаф Андварафорс, не відгукується з-за зачинених дверей свого номера. Після того як двері розкрили, з'ясовується, що Олафу скрутили шию на 180°. Перше ж питання — хто міг вбити таким складним способом фізично міцного Олафа і куди вбивця подівся з закритого зсередини на ключ номера? Поруч з тілом Олафа виявлено кейс з приладом невідомого призначення. Крім того, Сімоне розповідає інспектору, що вночі бачив мертву Ольгу в її номері, але її виявляють живою.
Після допиту постояльців і розслідування один з гостей, пан Мозес, пояснює Глебськи, що насправді він прибулець з іншої планети. Його дружина Ольга і Олаф Андварафорс — роботи. При сходженні лавини була пошкоджена енергетична станція і роботи відключилися, але тільки Олафа не вдалося перемкнути на резервне джерело живлення, тоді як з Ольгою проблем не виникло.
За словами Мозеса, першими людьми на Землі, з якими було встановлено контакт, випадково виявилася банда гангстерів і її лідер на прізвисько «Чемпіон». Злочинці спритно збили з пантелику Мозеса, зобразивши себе якимись борцями за справедливість, і прибульці допомогли їм, використовуючи фантастичні можливості неземних технологій, у здійсненні кількох пограбувань банків. Один з членів банди — такий собі Хінкус, гість готелю, який повинен був стежити за прибульцями і не дати їм втекти. На жаль, Мозес занадто пізно зрозумів, що його обманювали, і просить дати можливість сховатися від бандитів, що переслідують його, і покинути Землю. Він також обіцяє компенсувати всі завдані збитки. Однак, незважаючи на всі надані докази, Глебскі навідріз відмовляється вірити в таке фантастичне пояснення подій. Крім того, його лякає службова відповідальність і утримує почуття професійного обов'язку, що вимагає передати в руки правосуддя будь-якого злочинця, ким би він не був. Утримуючи в своїх руках кейс з приладом (який, за запевненням Мозеса, насправді — переносний акумулятор), Глебскі воліє дочекатися прибуття влади.
Іншим мешканцям готелю доводиться тимчасово знерухомити Глебскі, щоб дозволити прибульцям покинути готель. Однак далеко втекти тим не вдається — вертоліт гангстерів розстрілює їх.
Через двадцять років після тих подій постарілий Глебскі продовжує мучитися одним і тим самим питанням: а чи правильно він тоді вчинив, затримавши прибульців і ставши причиною їх загибелі?

## Головні герої

### Земляни
- Петер Глебскі — інспектор поліції, чоловік в літах, що займається, переважно, «економічними» правопорушеннями і тому малодосвідчений в більш важливих справах.
- Алек Сневар — власник готелю «У Загиблого Альпініста». Майстер на всі руки, володар патенту на «вічні двигуни другого роду» — вітряки. Приємний співрозмовник і симпатична людина, але в першу чергу, звичайно, власник.
- Симон Сімоне — вчений-фізик зі світовим ім'ям, «сумний пустун», за висловом Кайси. Невдаха дон-жуан і скелелаз, у якого не вийшло, через снігові замети, дістатися гір і скель, і тому він активно дереться по стінах, стовпах та інших важкодоступних вертикальних площинах. Як показали подальші події, сміливий і принциповий.
- Дю Барнстокр — відомий ілюзіоніст. Жартівник-містифікатор і шулер-любитель.
- Брюн — приховує обличчя під величезними чорними окулярами. За словами дю Барнстокра — «єдине чадо мого покійного брата». Юна істота, власниця могутнього мотоцикла, яка поводиться то як розв'язний хлопець, то як ніжна дівчина, внаслідок чого Глебськи ніяк не міг визначити його (її) стать. У тому, що Брюн — дівчина, інспектор переконався тільки після її допиту як свідка.
- Кайса — покоївка, «отака кубишечка років двадцяти п'яти». Дуже дурна і смішлива.
- Хінкус — непоказний чоловічок в рудій шубі, посередник у справах неповнолітніх (насправді — агент банди гангстерів на прізвисько «Філін»).
- Лель — сенбернар Загиблого Альпініста. За словами господаря — «Сапієнс. Все розуміє на трьох європейських мовах. Блох немає, але линяє».

### Прибульці і роботи
- Мозес — багатий постоялець; також відомий під кличкою «Вельзевул».
- Ольга — дружина Мозеса, робот. Автор описує її як жінку неземної краси, худорляву і з довгою шиєю. Великі очі, трохи прикриті повіки під довгими віями, легка усмішка і збита зачіска з діадемою.
- Луарвік Л. Луарвік — невідомий, який постраждав від лавини. Однорукий інвалід. Пілот, який відає «перекиданням» між світами.
- Олаф Андварафорс — постоялець, робот-наглядач на станції прибульців. «Нащадок конунгів», як схарактеризував його Симон Сімоне.

## Екранізації і постановки
- У 1979 році на кіностудії «Таллінфільм» на основі книги знято фільм «Готель „У загиблого альпініста“». Фільм знімався в урочищі Туюк-Су («Ворота Туюк-Су»), трохи вище по ущелині від відомого гірськолижного курорту Чимбулак[ru]. Все панорамні знімання гір зроблено там само.
- У 2006 році видавництвом РАО «Книга» була записана аудіокнига повісті у виконанні Еммануїла Віторгана.
- У 2007 році театром «Радіо Культура» було випущено постановку повісті.

## Гра
Наприкінці 2007 року компанія «Акелла» видала гру «Готель «У загиблого альпініста»» в жанрі «квест» за мотивами однойменної книги. Гра була розроблена українською компанією «Electronic Paradise».